# Деалу Даничеј (Валча)
Деалу Даничеј (рум. Dealu Dănicei) насеље је у Румунији у округу Валча. Oпштина се налази на надморској висини од 434 m.

## Становништво
Према подацима из 2011. године у насељу је живело 2459 становника.